# Автарит
Авта́рит (лат. Autaritus, др.-греч. Αὐτάριτος) — упоминаемый Полибием командир галльских (галатских) наёмников на службе Карфагена, ставший одним из вождей мятежников в ходе Ливийской войны 240—238 годов до н. э.
В ходе Первой Пунической войны, когда часть галльских наёмников при осаде Эрикса перебежала к римлянам, сохранил верность Карфагену. Много лет отдал военной службе, владел финикийским языком и пользовался огромным авторитетом у рядовых воинов.
Во время осады Гиппакрита вождь мятежников Матос поручил Спендию с 6-тысячным отрядом и возглавляемыми Автаритом 2 тысячам галатов следовать за войском противника, избегая равнинных мест, удобных для действий сильной конницы и слонов карфагенян. Однако из-за перехода на сторону врага нумидийца Нараваса со своим отрядом Спендий и Автарит вскоре были разбиты и бежали, а многие мятежники попали в плен.
Командующий карфагенян Гамилькар Барка обошёлся с пленными чрезвычайно мягко, стремясь вернуть их на службу карфагенскому правительству. Это встревожило вождей наёмников, которые увидели угрозу раскола в рядах своих воинов. Чтобы отрезать все пути к отступлению, они после речи Автарита перед войском, встреченной одобрением, приказали предать мучительной казни до 700 захваченных ранее карфагенян.
После того, как Гамилькару удалось запереть основные силы мятежников в ущелье Пилы, где они из-за голода дошли до людоедства, Автарит с другими вождями был вынужден отправиться к Гальмилькару в качестве парламентёра. Гамилькар потребовал выдачи десяти человек по своему усмотрению, а остальных обещал отпустить без оружия. Мятежникам пришлось согласиться, и Гамилькар приказал арестовать десятерых парламентёров, включая Автарита и Спендия. Когда наёмники заметили, что их вожди схвачены, то, не зная об условиях соглашения, они приняли это за измену и бросились к оружию. Но карфагеняне окружили их слонами и другими войсками и всех уничтожили. По-видимому, Автарит вместе со Спендием и другими вождями был распят под стенами осаждённого Тунета для устрашения мятежников.

## В культуре
Автарит (фр. Autharite) является персонажем романа Г. Флобера «Саламбо» (1862) и его театральных адаптаций, а также романа Гисперта Хаафса «Ганнибал» (1989).